# 고훈

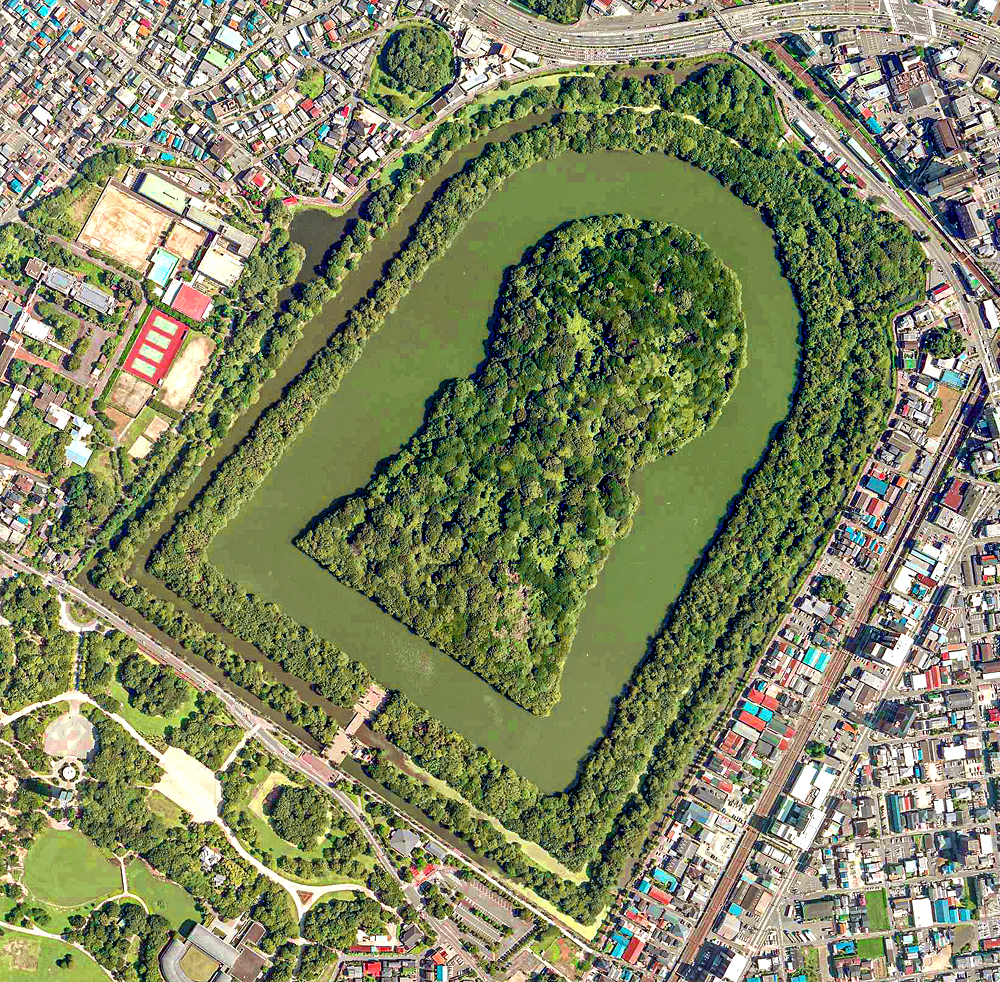
모든 고훈 중에서 가장 큰 다이센 고훈, 오사카부 사카이시의 모즈 고훈군 의 많은 고훈 중 하나(5세기)

고훈(古墳)은 동북아시아의 거석 무덤 또는 고분이다. 고분은 주로 3세기 중반부터 7세기 초까지 일본 열도에서 만들어졌다.
이 용어는 3세기 중반에서 6세기 초중반을 가리키는 고훈 시대에서 유래되었다. 다른 많은 고훈에는 독특한 열쇠 구멍 모양의 둔덕( zempō-kōen fun (前方後円墳) (前方後円墳) )이 있다. 모즈 - 후루이치 고훈군 또는 고훈군은 2019년 유네스코 세계 유산 목록에 등재되었으며, 이시부타이 고분은 잠정 목록에 있는 아스카-후지와라 의 여러 고훈 중 하나이다.

## 같이 보기
- 전방후원분